# なかじましんや 土曜の穴
なかじましんや 土曜の穴（なかじましんや どようのあな）は、2015年4月4日から2019年9月28日まで文化放送で毎週土曜11:00 - 13:00まで放送されたトーク番組である。全233回。放送終了後の2019年11月7日から2020年3月26日まで、『みらいブンカ village』の 木曜日・「落語家が、何か面白いこと言ってるよ」内のフロート番組として『なかじましんや 木曜の穴』を放送した。

## 概要
45歳～55歳のビフォアーバブル世代をメインターゲットにしたラジオ番組である。最新のニュースやエンターテインメント情報などを紹介した。

## パーソナリティ
- 中島信也

## どよあなファミリー
アシスタント
- 小尾渚沙
- 西川文野
- 舘谷春香

プレゼン！プレゼンター
- 砂山圭大郎
- 土井悠平
- MISHIMA
- 杉山菜摘

## タイムテーブル
- 11:10：中島信也のCM1本勝負
今話題のテレビCMの魅力などについて語りつくす。
- 11:20：妄想五・七・五
リスナーの妄想を「五・七・五」で表現する。優秀作は番組HPに公開された。
- 11:25：プレゼン!
毎週、紹介するネタに合わせてプレゼンターがスタジオに入り、先端の話題から懐かしネタまで、ミドルエイジにとって興味深い内容を録音カットを交えながら中島にプレゼンする。 いかに、中島を（リスナーを）その気にさせるかプレゼンターの力量が問われる10分間である。
- 11:40：オーイ!中島ちゃん
リスナーからのお便りコーナー。
- 12:00：しんやの部屋
ゲストを招いてトークする。
- 12:23：平成プレイバック
- 12:30：いいべ!とちぎんちゃく
- 12:45：聞いてよ!中島ちゃん
リスナーからのお便りコーナー。